# Elisabeth Rotten
Elisabeth Friederike Rotten (Berlín, 15 de febrero de 1882 - Londres, 2 de mayo de 1964) fue una activista por la paz cuáquera y pedagoga progresista suiza.

## Biografía
Elisabeth Friederike Rotten fue hija del matrimonio suizo Moritz y Luise Rotten. De 1888 a 1898 asistió a la escuela secundaria femenina Luisenschule, y a partir de 1904 al Victoria Lyzeum Charlottenburg. En septiembre de 1906 aprobó el examen de fin de estudios en el Kaiserin-Augusta-Gymnasium de Charlottenburg. Estudió filosofía, lengua y literatura alemana en Heidelberg, Berlín, Marburgo y Montpellier. En Marburgo conoció a Hermann Lietz y Gustav Wyneken, cuya influencia fue decisiva para el desarrollo de su carrera posterior. En 1913 defendió su tesis doctoral sobre el fenómeno primigenio de Goethe ("Goethes Urphänomen") y el ideal platónico en la Universidad de Marburgo.
En 1913 comenzó a dar clases como lectora en literatura alemana en la Universidad de Cambridge. En 1914 regresó a Berlín y trabajó en el Centro de Información y Ayuda para Alemanes en el Extranjero y Extranjeros en Alemania con el profesor Friedrich Siegmund-Schultze. Ese mismo año se convirtió en cofundadora de la "Bund Neues Vaterland", más tarde conocida como la Liga Alemana de Derechos Humanos ("Deutsche Liga für Menschenrechte"). En 1915, viajó al primer Congreso Internacional de Mujeres por la Paz en La Haya como representante de la Liga y ayudó a fundar la Liga Internacional de Mujeres por la Paz y la Libertad.
En 1922, junto con Beatrice Ensor y Adolphe Ferrière, fundó la Comunidad de la Nueva Educación ("New Education Fellowship"), convirtiéndose en su vicepresidenta para los países de habla alemana y editora de su revista en alemán, que finalmente se llamó Das Werdende Zeitalter. Desde 1922 se asoció con la granja escuela Schulfarm Insel Scharfenberg, iniciada por Wilhelm Blume en Berlín, y fue visitante frecuente de la Odenwaldschule fundada en 1910 por el pedagogo reformista Paul Geheeb.
En 1925, Rotten y Adolphe Ferrière se convirtieron en los primeros Directores Adjuntos de la Oficina Internacional de Educación, donde apoyaban al Director Pierre Bovet.
También fue amiga del anarquista Gustav Landauer, que fue Ministro de Cultura en la corta República Soviética de Munich de 1919 (también llamada “República del Consejo”), antes de ser asesinado brutalmente tras su arresto. De 1926 a 1932, Rotten compartió la dirección de la revista Das Werdende Zeitalter con Karl Wilker, exponente de la pedagogía social que transformó el Lindenhof de Berlín. El título de esta revista está inspirado en una colección de ensayos de Landauer, que su amigo, el filósofo Martin Buber, publicó en 1921. En 1930, Rotten cofundó una escuela en Hellerau, en las afueras de Dresde, donde se estableció una ciudad jardín poco después de 1900 como parte de un movimiento de reforma que defendía la vivienda moderna.